# Neus Asensi
Pour les articles homonymes, voir Asensi.
María de las Nieves Asensio Liñán, dite Neus Asensi, est une actrice espagnole, née le 4 août 1965 à Barcelone.

## Biographie
Elle eut une formation très complète pour devenir actrice. Elle étudia pendant cinq ans la danse classique et la danse jazz, et fit des études d'interprétation au centre "La Casona" et suivi un cours d'orthophonie.

## Filmographie
- 1986 : La Rossa del bar, de Ventura Pons
- 1988 : Gaudí, de Manuel Huerga
- 1990 : Eva y Adán, agencia matrimonial, de José Luis Alonso de Santos (série télévisée)
  - Cara de ángel, de Francisco Montolío (1990)
- 1990 : Los jinetes del alba, de Vicente Aranda (feuilleton TV)
- 1990 : La Huella del crimen 2: El crimen de Don Benito, d'Antonio Drove (TV)
- 1991 : Jet Marbella Set, de Mariano Ozores
- 1992 : Burlanga, de César Martínez Herrada (court-métrage)
- 1992 : Chechu y familia, d'Álvaro Sáenz de Heredia
- 1993 : Unisex, de Kepa Amuchastegui (série télévisée)
- 1993 : Supernova, de Juan Miñón
- 1993 : Habitación 503 (série télévisée)
- 1994 : ¡Ay, Señor, Señor!, de Fernando Colomo et Julio Sánchez Valdés (série télévisée)
  - El licor del pater Clauvis, de Julio Sánchez Valdés (1994)
  - Cada oveja con su pareja, de Rafael Romero Marchent (1994)
  - Amores difíciles, de Julio Sánchez Valdés (1994)
- 1994 : Pásala!, de Júlio César Fernández (court-métrage)
- 1994 : Una Chica entre un millón, d'Álvaro Sáenz de Heredia
- 1994 : Cautivos de la sombra, de Javier Elorrieta
- 1995 : El Buga y la tortuga, de Daniel F. Amselem (court-métrage)
- 1995 : Hermana, pero ¿qué has hecho?, de Pedro Masó
- 1995 : Suspiros de España (y Portugal), de José Luis García Sánchez
- 1996 : Oh, Espanya! (série télévisée)
  - Astúries (1996)
- 1996 : ¿Seremos como somos?, de Sergio Catá (court-métrage)
- 1996 : Tabarka, de Domingo Rodes
- 1996 : La Sal de la vida, d'Eugenio Martín
- 1996 : Brujas, d'Álvaro Fernández Armero
- 1997 : La Herida luminosa, de José Luis Garci
- 1997 : La Banda de Pérez, de Ricardo Palacios et Josetxo San Mateo (série télévisée)
- 1997 : Siempre hay un camino a la derecha, de José Luis García Sánchez
- 1998 : Entre naranjos, de Josefina Molina (feuilleton TV)
- 1998 : Todos los hombres sois iguales, de Jesús Font (série télévisée)
- 1998 : Torrente, le bras gauche de la loi (Torrente, el brazo tonto de la ley), de Santiago Segura
- 1998 : La Fille de tes rêves (La Niña de tus ojos), de Fernando Trueba
- 1998 : Ellas son así, de Jaime Botella et Chus Gutiérrez (série télévisée)
- 2000 : Amarantado, de Lino Escalera (court-métrage)
- 2000 : Le Cœur du guerrier (El Corazón del guerrero), de Daniel Monzón
- 2000 : Adiós con el corazón, de José Luis García Sánchez
- 2001 : Corazón de bombón, d'Álvaro Sáenz de Heredia
- 2001 : Misión en Marbella, de Santiago Segura
- 2001 : El Paraíso ya no es lo que era, de Francisco Betriú
- 2001 : Arachnid, de Jack Sholder
- 2001 : Marujas asesinas, de Javier Rebollo
- 2002 : El Forastero, de Federico García Hurtado
- 2002 : Esta noche, no, d'Álvaro Sáenz de Heredia
- 2002 : El Robo más grande jamás contado, de Daniel Monzón
- 2003 : El Oro de Moscú, de Jesús Bonilla
- 2003 : Desayunar, comer, cenar, dormir, de Lino Escalera (court-métrage)
- 2003 : Atraco a las 3... y media, de Raúl Marchand Sánchez
- 2003 : Paraíso, de Jesús R. Delgado et Javier Elorrieta (série télévisée)
  - Brujas de segunda (2003)
- 2003 : Tempus Fugit, d'Enric Folch (TV)
- 2004 : Escuela de seducción, de Javier Balaguer
- 2002 : Ana y los siete, d'Ana Obregón (série télévisée)
- 2006 : Los Muertos van deprisa, d'Ángel de la Cruz
- 2006 : Bienvenido a casa, de David Trueba
- 2006 : Locos por el sexo, de Javier Rebollo
- 2006 : Los hombres de Paco, d'Álex Pina et Daniel Écija (série télévisée)
- 2007 : Cuerpo a la carta, d'Alicia Puig (TV)
- 2008 : Tú eliges d'Antonia San Juan
- 2014 : Torrente 5: Operación Eurovegas de Santiago Segura.
- 2016 : La Reine d'Espagne (La Reina de España) de Fernando Trueba